# Saint-Brevin-les-Pins
Saint-Brevin-les-Pins è un comune francese di 12 414 abitanti situato nel dipartimento della Loira Atlantica nella regione dei Paesi della Loira.

## Società

### Evoluzione demografica
Abitanti censiti